# Гладильная доска

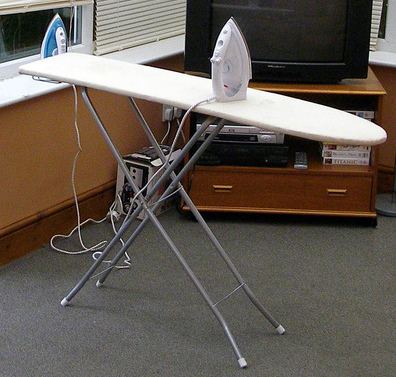
Складная гладильная доска

Глади́льная доска́ — портативный, складной стол с жаропрочной крышкой, функционально приспособленный для глажения текстильных изделий.

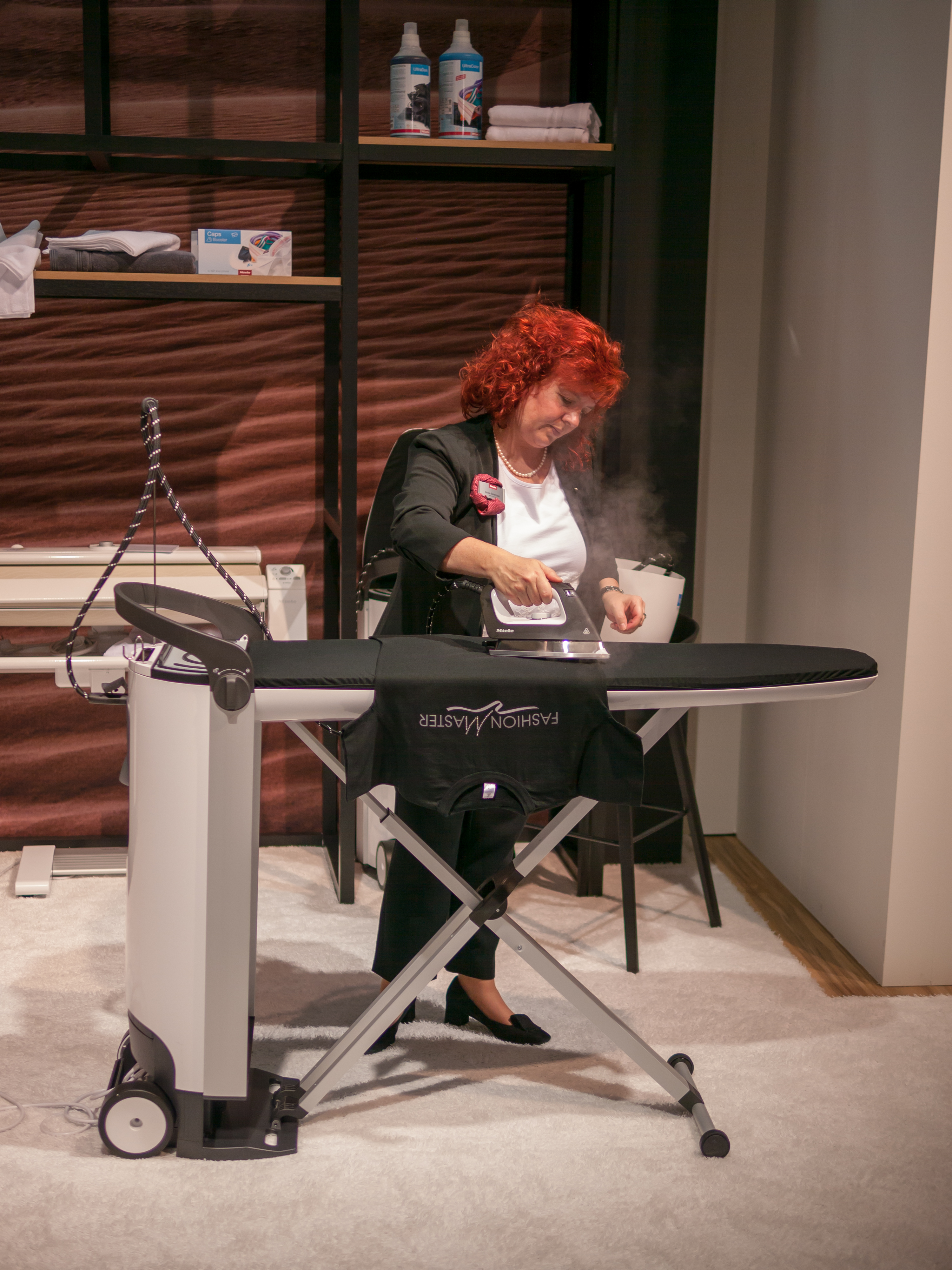
гладильная доска с колёсами

Обычно имеет рабочую поверхность длиной 1100—1250 мм и шириной 300—450 мм. Может комплектоваться подставкой для утюга, держателем шнура, розеткой, приспособлением для глажения рукавов, полкой для белья, штангой для вешалок и др.
Рабочая поверхность изготавливается из фанеры, ДСП, других древесных материалов, с закреплённым на них жёстким ватином, облицовывается обивочной гигроскопичной тканью. Складывающиеся (трансформируемые) основания обычно металлические с защитным покрытием (полимерным или окрашенные).
Гладильные доски также могут быть настраиваемыми по высоте:
- с фиксированными положениями
  - для глажения стоя человеком
    - высокого роста
    - среднего роста
    - низкого роста

  - для глажения сидя
- с плавной регулировкой высоты

## Виды гладильных досок
Гладильные доски бывают:

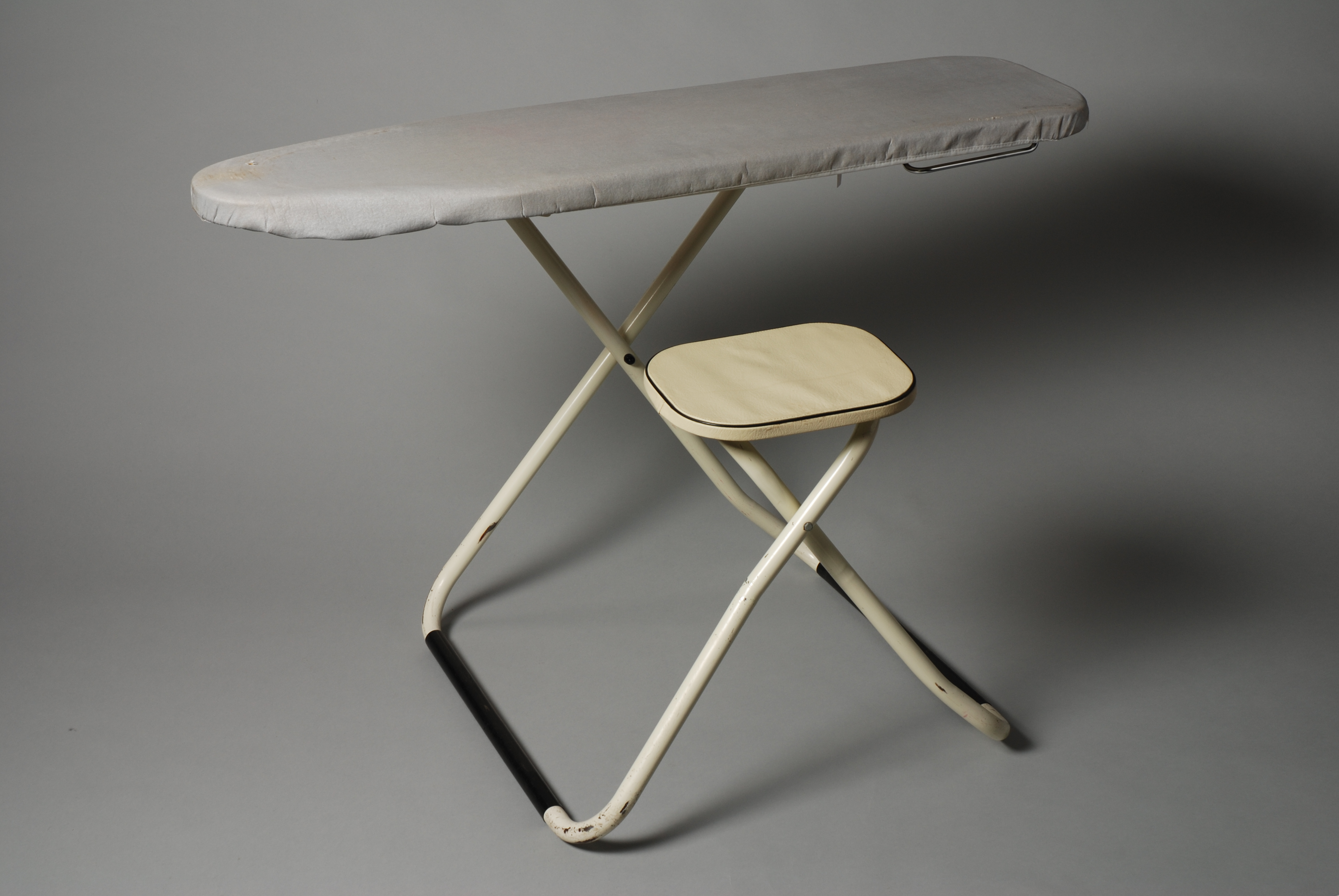
гладильная доска с табуреткой

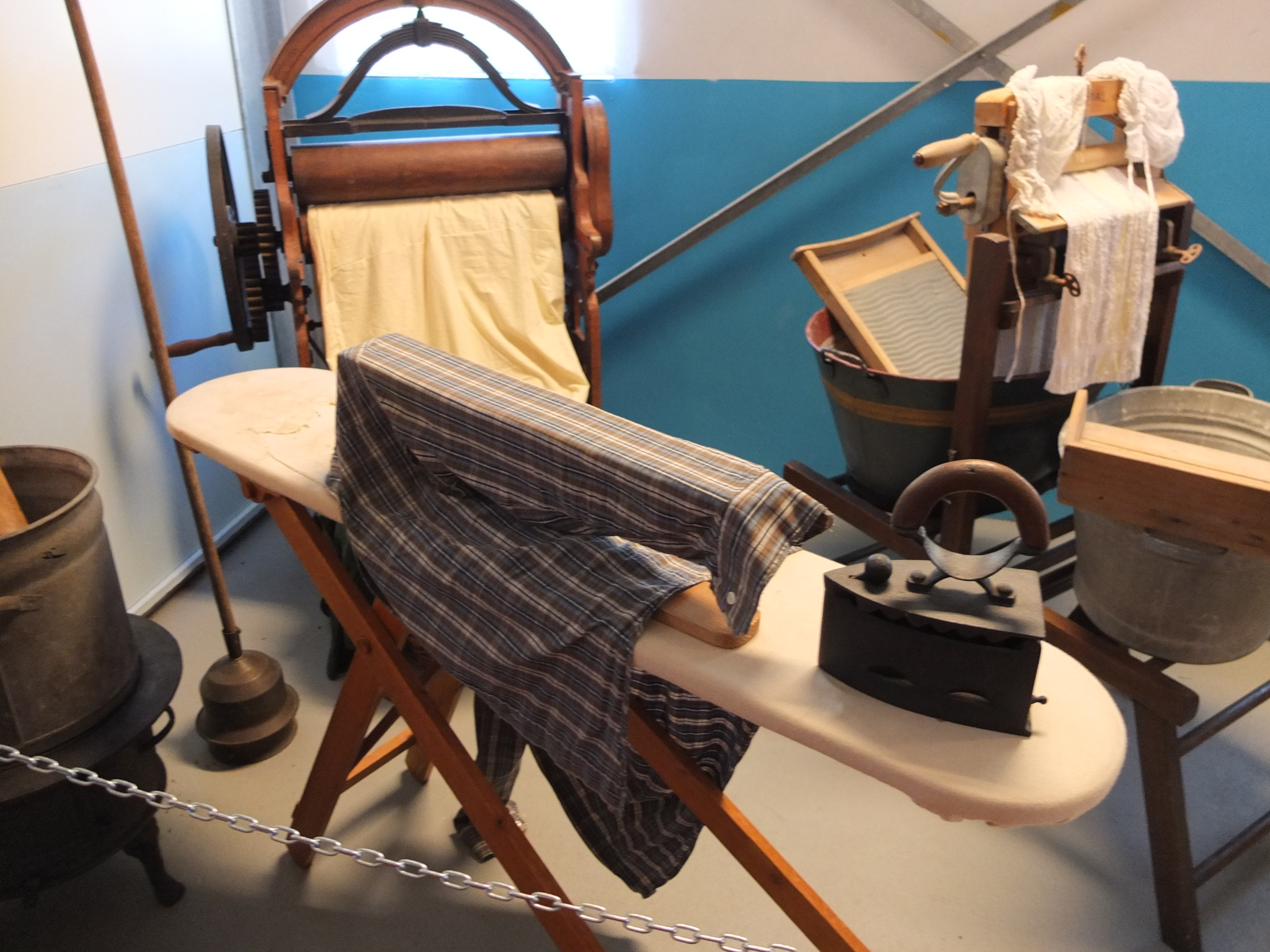
старинная гладильная доска в музее

- Портативные переносные складывающиеся
- Откидные, стационарно закреплённые одним концом к стене
- Выдвижные (или с другим механизмом трансформации), встроенные в мебель (например, в кухонный шкаф-стол)
- Гладильные доски, объединённые с тумбой для белья, являющиеся её крышкой (в том числе и складной)
- Гладильные доски, объединённые с шкафом для белья, в виде откидной крышки, прикреплённой к боковой стенке шкафа
- Переносные гладильные доски, трансформируемые в стремянки.